# X Factor (Italie)
 (novembre 2015).
Si vous disposez d'ouvrages ou d'articles de référence ou si vous connaissez des sites web de qualité traitant du thème abordé ici, merci de compléter l'article en donnant les références utiles à sa vérifiabilité et en les liant à la section « Notes et références ».
Pour les articles homonymes, voir X Factor.
| Programme adapté | The X Factor          |
| ---------------- | --------------------- |
| Pays             | Italie                |
| Année            | 2008 - en cours       |
| Genre            | Télé-crochet, musical |

X Factor est une émission de télévision italienne de télé-crochet musical adaptée de la version britannique.
Elle a été présentée jusqu'à la saison 4 par Francesco Facchinetti, qui a été remplacé par Alessandro Cattelan depuis la saison 5. Alors que les quatre premières saisons ont été diffusées sur Rai Due, la deuxième chaîne de la télévision publique italienne, actuellement le show est diffusé sur Sky Uno, la chaîne principale de Sky Italie.
Les juges, qui appartiennent tous au monde de la musique ou de la télévision italien et international, étaient 3 de la Saison 1 à la Saison 3 (quand les catégories étaient: Groupes, 16-24, 25+). Depuis la saison 4, la catégorie 16-24 a été divisée en deux parties (garçons et filles), suivant l'exemple britannique, donc les juges sont devenus 4.
Le succès du programme est attesté par le nombre de chanteurs qui sont devenus célèbres après l'émission. Parmi les autres on peut remarquer Giusy Ferreri de la saison 1, Noemi de la saison 2, Marco Mengoni de la saison 3, Ruggero Pasquarelli de la saison 4, Francesca Michielin de la saison 5, Chiara Galiazzo de la saison 6, Michele Bravi de la saison 7, Lorenzo Fragola de la saison 8 ou encore le groupe Måneskin de la saison 11.
Après l'énorme succès de la 11e saison, gagnée par Lorenzo Licitra, le spectacle a été confirmé pour une 12e édition.

## Jury
| Saison           | 1 | 2 | 3 | 4 | 5 | 6 | 7 | 8 | 9 | 10 | 11 | 12 | 13 | 14 | 15 | 16 |
| ---------------- | - | - | - | - | - | - | - | - | - | -- | -- | -- | -- | -- | -- | -- |
| Morgan           |   |   |   |   |   |   |   |   |   |    |    |    |    |    |    |    |
| Simona Ventura   |   |   |   |   |   |   |   |   |   |    |    |    |    |    |    |    |
| Mara Maionchi    |   |   |   |   |   |   |   |   |   |    |    |    |    |    |    |    |
| Claudia Mori     |   |   |   |   |   |   |   |   |   |    |    |    |    |    |    |    |
| Enrico Ruggeri   |   |   |   |   |   |   |   |   |   |    |    |    |    |    |    |    |
| Anna Tatangelo   |   |   |   |   |   |   |   |   |   |    |    |    |    |    |    |    |
| Elio             |   |   |   |   |   |   |   |   |   |    |    |    |    |    |    |    |
| Arisa            |   |   |   |   |   |   |   |   |   |    |    |    |    |    |    |    |
| Mika             |   |   |   |   |   |   |   |   |   |    |    |    |    |    |    |    |
| Victoria Cabello |   |   |   |   |   |   |   |   |   |    |    |    |    |    |    |    |
| Fedez            |   |   |   |   |   |   |   |   |   |    |    |    |    |    |    |    |
| Skin             |   |   |   |   |   |   |   |   |   |    |    |    |    |    |    |    |
| Álvaro Soler     |   |   |   |   |   |   |   |   |   |    |    |    |    |    |    |    |
| Manuel Agnelli   |   |   |   |   |   |   |   |   |   |    |    |    |    |    |    |    |
| Levante          |   |   |   |   |   |   |   |   |   |    |    |    |    |    |    |    |
| Asia Argento     |   |   |   |   |   |   |   |   |   |    |    |    |    |    |    |    |
| Lodo Guenzi      |   |   |   |   |   |   |   |   |   |    |    |    |    |    |    |    |
| Samuel           |   |   |   |   |   |   |   |   |   |    |    |    |    |    |    |    |
| Sfera Ebbasta    |   |   |   |   |   |   |   |   |   |    |    |    |    |    |    |    |
| Malika Ayane     |   |   |   |   |   |   |   |   |   |    |    |    |    |    |    |    |
| Emma Marrone     |   |   |   |   |   |   |   |   |   |    |    |    |    |    |    |    |
| Hell Raton       |   |   |   |   |   |   |   |   |   |    |    |    |    |    |    |    |
| Dargen D'Amico   |   |   |   |   |   |   |   |   |   |    |    |    |    |    |    |    |
| Ambra Angiolini  |   |   |   |   |   |   |   |   |   |    |    |    |    |    |    |    |
| Rkomi            |   |   |   |   |   |   |   |   |   |    |    |    |    |    |    |    |

## Résumé des saisons
Catégorie masculine

 Catégorie féminine

 Catégorie de 16 à 24 ans

 Catégorie des plus de 25 ans

 catégorie groupes
| Saison | Année     | Vainqueur              | Deuxième                    | Troisième         | Juge vainqueur | Présentateur(s)       | Juges                                                       |
| ------ | --------- | ---------------------- | --------------------------- | ----------------- | -------------- | --------------------- | ----------------------------------------------------------- |
| Un     | 2008      | Aram Quartet           | Giusy Ferreri               | Emanuele Dabbono  | Morgan         | Francesco Facchinetti | Simona Ventura Morgan Mara Maionchi                         |
| Deux   | 2008-2009 | Matteo Becucci         | The Bastard Sons of Dioniso | Jury Magliolo     | Morgan         | Francesco Facchinetti | Simona Ventura Morgan Mara Maionchi                         |
| Trois  | 2009      | Marco Mengoni          | Giuliano Rassu              | Yavanna           | Morgan         | Francesco Facchinetti | Morgan Mara Maionchi Claudia Mori                           |
| Quatre | 2010      | Nathalie Giannitrapani | Davide Mogavero             | Nevruz Joku       | Elio           | Francesco Facchinetti | Mara Maionchi Enrico Ruggeri Anna Tatangelo Elio            |
| Cinq   | 2011      | Francesca Michielin    | I Moderni                   | Antonella Lo Coco | Simona Ventura | Alessandro Cattelan   | Simona Ventura Morgan Elio Arisa                            |
| Six    | 2012      | Chiara Galiazzo        | Ics                         | Davide Merlini    | Morgan         | Alessandro Cattelan   | Simona Ventura Morgan Elio Arisa                            |
| Sept   | 2013      | Michele Bravi          | Ape Escape                  | Violetta Zironi   | Morgan         | Alessandro Cattelan   | Simona Ventura Morgan Elio Mika                             |
| Huit   | 2014      | Lorenzo Fragola        | Madh                        | Ilaria Rastrelli  | Fedez          | Alessandro Cattelan   | Morgan Mika Victoria Cabello Fedez                          |
| Neuf   | 2015      | Giosada                | Urban Strangers             | Davide Sciortino  | Elio           | Alessandro Cattelan   | Elio Mika Fedez Skin                                        |
| Dix    | 2016      | Soul System            | Gaia Gozzi                  | Eva Pevarello     | Álvaro Soler   | Alessandro Cattelan   | Manuel Agnelli Arisa Fedez Álvaro Soler                     |
| Onze   | 2017      | Lorenzo Licitra        | Måneskin                    | Enrico Nigiotti   | Mara Maionchi  | Alessandro Cattelan   | Manuel Agnelli Levante Fedez Mara Maionchi                  |
| Douze  | 2018      | Anastasio              | Naomi Rivieccio             | Luna Melis        | Mara Maionchi  | Alessandro Cattelan   | Manuel Agnelli Asia Argento Lodo Guenzi Fedez Mara Maionchi |